# Koakin (Arbollé)
Pour les articles homonymes, voir Koakin.
Koakin est une localité située dans le département d'Arbollé de la province du Passoré dans la région Nord au Burkina Faso.

## Santé et éducation
Le centre de soins le plus proche de Koakin est le centre de santé et de promotion sociale (CSPS) de Namassa tandis que le centre médical avec antenne chirurgicale (CMA) de la province se trouve à Yako.